# Tweet (Twitter)
Um tweet (em português: tuíte ou tuitar) é uma mensagem curta publicada na rede social Twitter (X). Pode ser composto por texto, imagens, vídeos, GIFs, enquetes, hashtags, menções e hiperlinks. Aproximadamente, 80% dos tweets vêm de apenas 10% dos usuários, enquanto um usuário médio publica dois tweets por mês.